# 艾倫氏扇尾喉盤魚
艾倫氏扇尾喉盤魚（學名：Flabellicauda alleni），為輻鰭魚綱喉盤魚目喉盤魚科的其中一種，分布於印度西太平洋斯里蘭卡、菲律賓、帛琉、馬來西亞和印尼海域，深度1至12公尺，本魚體延長，前部平扁，後部側扁，頭部感覺管孔相對發達，通常包括2個鼻孔、2個淚孔和2個眶後孔，體不被鱗，覆有粘液層，腹鰭喉位，與周圍的皮褶特化成一吸盤，身體黑色，有白色條紋，背鰭軟條12-15枚、臀鰭軟條10-13枚，體長可達2.8公分，棲息在礁石區，屬底棲性魚類，生活習性不明。